# أوغور البيرق
أوغور البيرق (بالألمانية: Uğur Albayrak؛ بالتركية: Uğur Albayrak) هو لاعب كرة قدم ألماني وتركي في مركز الهجوم، ولد في 8 يونيو 1988 في فرانكفورت في ألمانيا. لعب مع أوتاوا فيوري وإف إس في فرانكفورت ودارمشتات 98 وكايسري سبور وكيكرز أوفنباخ.

## وصلات خارجية
- أوغور البيرق على موقع اتحاد تركيا (لاعب) (الإنجليزية)
- أوغور البيرق على موقع قاعدة بيانات كرة القدم.إي يو (الإنجليزية)
- أوغور البيرق على موقع بيانات كرة القدم. دي إي (الألمانية)
- أوغور البيرق على موقع Soccerway.com (الإنجليزية)
- أوغور البيرق على موقع عالم كرة القدم.نت (الإنجليزية)